# Житомирський район (1939—2020)
Жито́мирський райо́н — колишня адміністративно-територіальна одиниця у Житомирській області УРСР та України з адміністративним центром у м. Житомирі. Населення становить 70 140 осіб (на 1.08.2013). Площа — 1441 км². Утворений 1939 року.

## Географія
Район межує з Пулинським, Черняхівським, Коростишівським, Андрушівським, Бердичівським, Чудновським і Романівським районами, а також з містом Житомир, котре не входить до складу району, але є його адміністративним центром.
Територія району становить 144143 га, або 4,8 % території області. Район лежить у двох ґрунтовно-кліматичних зонах. Південна частина належить до лісостепу, а північна — до Полісся.
Головні річки — Тетерів, Гуйва (річка), Гнилоп'ять, Кам'янка, р. Шийка, Бобрівка. Протяжність р. Тетерів у межах району 43,9 км, р. Гуйва — 20,0 км, р. Гнилоп'ять — 18,2 км.
На території району розміщено 4 водосховища: Відсічне (с. Тетерівка), Денишівське (с. Дениші), Млинище (с. Млинище), Ліщинське (с. Ліщин). Загальна площа водного дзеркала цих водосховищ становить 475 га, корисна ємність — 19,89 млн м³.

## Історія
Утворений 14 травня 1939 року в складі Житомирської області з приміської зони Житомирської міської ради, виділеної в сільський район у складі 33-х сільських рад.
30 грудня 1962 року район було ліквідовано, більшу частину території передано до складу Коростишівського району, Глибочанську та Руднє-Городищенську сільські ради включено до складу Бердичівського району.
4 січня 1965 року, Указом Президії Верховної ради Української РСР було відновлено Житомирський район з адміністративним та культурним центром у м. Житомирі.
Ліквідований відповідно до постанови Верховної Ради України від 17 липня 2020 року «Про утворення та ліквідацію районів».

## Адміністративний устрій
Адміністративно-територіально район поділяється на міську та 4 сільські громади, селищну і 16 сільських рад, які об'єднують 90 населених пунктів та підпорядковані Житомирській районній раді. Адміністративний центр — місто Житомир, котре не входить до складу району.
Серед населених пунктів 3 селища міського типу: Озерне, Гуйва та Новогуйвинське. До районної ради обрано 62 депутати, до місцевих рад — 507.

## Населення
Населення району становить 68,5 тис. осіб (2006), у тому числі в місцевих умовах проживають до 300 тис. Усього нараховується 90 населених пунктів.
Етнічний склад населення району на 2001 рік був такий:
- українці — 88,7 %;
- росіяни — 5,3 %;
- поляки — 4,9 %;
- білоруси — 0,4 %;
- інші національності — 0,7 %[4].

## Політика
25 травня 2014 року відбулися Президентські вибори України. У межах Житомирського району були створені 72 виборчі дільниці. Явка на виборах складала — 67,51 % (проголосували 36 151 із 53 550 виборців). Найбільшу кількість голосів отримав Петро Порошенко — 63,89 % (23 097 виборців); Юлія Тимошенко — 11,96 % (4 323 виборців), Олег Ляшко — 7,34 % (2 653 виборців), Анатолій Гриценко — 4,48 % (1 619 виборців), Сергій Тігіпко — 3,25 % (1 174 виборців). Решта кандидатів набрали меншу кількість голосів. Кількість недійсних або зіпсованих бюлетенів — 1,26 %.

## Транспорт
Основний транспортний вузол зв'язку розташований в м. Житомир, де перетинаються залізничні й автомобільні шляхи.
Залізничний вузол має п'ять напрямків: Коростень, Коростишів, Фастів, Бердичів, Новоград-Волинський. Щільність залізничних шляхів сполучення становить 71 км/тис. м².
Територією району проходять:
- 2 автостради міжнародного значення — E40 (М06) (Київ — Чоп), E583 (М21) (Житомир — Могилів-Подільський);
- 1 автострада національного значення — Н03 (Житомир — Чернівці);
- 2 автостради регіонального значення — Р18 (Житомир — Попільня — Сквира — Володарка — Ставище), М21 (Мозир — Житомир).

Загальна протяжність автомобільних шляхів на території району 492 км, з них з твердим покриттям — 346,8 км.

## Пам'ятки
- Пам'ятки історії Житомирського району
- Пам'ятки монументального мистецтва Житомирської області